# 道の駅有明
道の駅有明（みちのえき ありあけ）は、熊本県天草市にある国道324号の道の駅である。愛称は「リップルランド」。

## 概要
特産品のタコをモチーフにしたオブジェが施設近辺に点在しているほか、受験生向けに「部屋に置くと試験に合格」するという願をかけた「置くとパス」なる蛸のぬいぐるみが土産品として販売されている。

## 施設
- 駐車場
  - 普通車：78台
  - 大型車：8台
  - 身障者用：3台
- トイレ （いずれも24時間利用可能）
  - 男：大 3器、小 8器
  - 女：7器
  - 身障者用：2器
- 公衆電話
- 公衆FAX
- 郵便ポスト（大矢野郵便局）
- レストラン「リップルランドレストラン」「さざ波の湯レストラン」
- 物産館「リップルランド物産館」
- 観光案内所
- 日帰温泉施設「有明温泉さざ波の湯」（2018年10月22日から2018年11月22日まで設備改修のため休館）

## 休館日
- 物産館：年中無休（年末年始は営業時間変更あり）
- 温泉：毎月第2水曜日（祝日の場合は翌日休館、年末年始は営業時間変更あり）

## アクセス
- 国道324号 - 登録路線

## 周辺
- 四郎ヶ浜海水浴場
- 御幸ヶ浜海水浴場